# Julia Minkowski
Pour les articles homonymes, voir Minkowski.
Julia Minkowski, née à Paris le 23 octobre 1980, est une avocate pénaliste française.

## Biographie

### Famille, jeunesse et formation
Petite-fille du pédiatre Alexandre Minkowski, l'un des fondateurs de la néonatalogie,, et nièce de Marc Minkowski, musicien, ses parents — deux soixante-huitards — se sont rencontrés à la LCR,. Plus tard, son père crée une entreprise dans la communication pharmaceutique tandis que sa mère, initialement institutrice, s'oriente ensuite vers l'adoption. Ils divorcent pendant sa petite enfance et recréent chacun une sphère familiale : elle devient alors l'aînée de sept frères et sœurs et grandit dans un milieu privilégié.
Julia Minkowski s'intéresse aux affaires criminelles lorsqu'elle découvre les romans policiers, à l'instar de ceux d'Agatha Christie, grâce à sa mère et le cinéma du genre tel Le Mystère von Bülow. Élève au lycée Henri-IV, elle suit un cursus à l'université Panthéon-Assas (DEA de droit privé) puis à Sciences Po Paris,, dont elle sort diplômée en 2005,.

### Carrière
Elle prête serment en 2006. Le début de sa carrière est marqué par l'affaire Agnès Le Roux, dans laquelle elle représente les intérêts de la famille de la jeune femme au côté d'Hervé Temime, son mentor, dont elle deviendra associée (en 2010 ou 2012 selon les sources).
Elle intervient dans des affaires politico-médiatiques telles que l’affaire Clearstream, celle du Crédit lyonnais, le dossier Bygmalion ou encore l'affaire Bismuth,,.
En 2017, elle est chargée de coordonner l'axe justice du programme présidentiel d'Emmanuel Macron puis mène une mission relative au « sens et à l'efficacité des peines » sur proposition de la garde des Sceaux, Nicole Belloubet,.
En 2018, elle figure à la 23e place du classement GQ des avocats les plus puissants de France.

#### Place et représentation des femmes au sein de l'avocature
En 2013, elle cofonde le Club des Femmes Pénalistes, avec Rachel Lindon, Capucine de Rohan-Chabot et Jennifer Denning — dont elle est présidente — afin de mettre en exergue la place des avocates dans la défense pénale.
En 2021, elle coécrit L’Avocat était une femme avec la journaliste Lisa Vignoli, mettant en lumière le parcours de neuf pénalistes à travers une affaire marquante dans chacune de leurs carrières respectives,. Deux paradoxes y sont relevés : d'abord, les procès choisis par les avocates ne font apparaître que des clients masculins ; ensuite, les modèles donnés par celles qui témoignent sont aussi uniquement des hommes. L'absence de figure féminine d'identification expliquerait, selon les autrices, pourquoi les femmes ont mis nombre d'années à s'imposer dans la profession. La misogynie et le sexisme du milieu figurent aussi parmi les thèmes abordés,. Une démarche féministe — et donc militante — sous-tend l'ouvrage,. Pour Pascale Robert-Diard, il peut être perçu comme un « pied de nez » aux autobiographies publiées par les confrères, également ténors, « qui ont longtemps soutenu que le pénal n’était pas un métier pour les femmes ».

### Vie privée
Elle est mariée à Benjamin Griveaux : ils se rencontrent en 2007 lorsqu'elle envoie un CV afin de rédiger des notes juridiques pour Dominique Strauss-Kahn en vue de l'élection présidentielle de 2007 et qu'il travaille aussi dans l'équipe de campagne,. Le couple a trois enfants.

### Publications
- L'avocat était une femme, Le livre de poche, 2021, 219 p.  (ISBN 9782253104148).
- Par delà l'attente, JC Lattès, 2022, 224 p.  (ISBN 9782709669429).
  - Le livre a pour sujet l'affaire Papin et plus particulièrement l'avocate des meurtrières, Germaine Brière[6],[18].